# Philippe Dean
Pour les articles homonymes, voir Dean.
 (novembre 2013).
Si vous disposez d'ouvrages ou d'articles de référence ou si vous connaissez des sites web de qualité traitant du thème abordé ici, merci de compléter l'article en donnant les références utiles à sa vérifiabilité et en les liant à la section « Notes et références ».
Philippe Dean né le 3 janvier 1969 décédé le 18 mai 2025, est un acteur français de films pornographiques, très actif à partir du milieu des années 1990.

## Biographie
Philippe Dean a tourné plus de 300 films avec les plus grands réalisateurs du genre, en France (Marc Dorcel, Pierre Woodman, Christophe Clark…), mais aussi à l'étranger, notamment en Italie avec Rocco Siffredi, ou en Allemagne.
Il réalise également en 2001 Jet sex à Saint-Tropez et en 2002  Dolce vita à la française. Dans cette production, il joue également et fait tourner les Français Sebastian Barrio et Rodolphe Antrim.

## Filmographie partielle
- 2005 : Oksana - Flic en uniforme
- 2004 : Garces en uniforme
- 2003 : La Menteuse
- 2003 : Le parfum du désir
- 2003 : Les anales de la crypte
- 2003 : Les Parisiennes
- 2003 : Les Célibataires
- 2001 : Call girls de luxe
- 2000 : L'espionne au sexe d'or
- 2000 : Le contrat des anges
- 2000 : Taxi... une journée hard
- 1998 : Rocco et les 'sex' mercenaires
- 1998 : Croupe du monde 98
- 1997 : Francesca: Sinfonia anale
- 1997 : L'indécente aux enfers
- 1997 : La ruée vers Laure
- 1997 : Les nuits de la présidente
- 1996 : Private Gold 13: Pyramid 3
- 1996 : Private Gold 15: Sweet Baby 2
- 1996 :The Erotic Adventures of Zorro
- 1996 : Le magnifix
- 1996 : La princesse et la pute 2
- 1995 : Belles à jouir 7

## Récompenses
- 1997 : Hot d'or, meilleur nouvel acteur européen pour Private Gold 11: Pyramid 1 (1996)
- 12 awards du X au Festival international de l'érotisme de Bruxelles
- 2002 GOLDEN STAR à PRAGUE